# 大学通信教育設置基準
大学通信教育設置基準（だいがくつうしんきょういくせっちきじゅん）は、学校教育法（昭和22年法律第26号）第3条及び第88条の規定に基づき、大学（短期大学を除く）の通信教育、大学通信教育を行うために必要な最低の基準を定めた文部科学省の省令である。
なお、短期大学の通信教育については短期大学通信教育設置基準で定める。また、大学院の通信教育については大学院設置基準第9章に規定されており、一部は大学通信教育設置基準の規定を準用する。

## 概要
大学通信教育は学校教育法の1947年（昭和22年）の制定時から規定されていたが、当時は同法第45条「高等学校は、通信による教育を行うことができる」との定めを第70条により大学にも準用すると定められていたのみで、法令では詳しい基準は定められていなかった。ただし同年には大学基準協会が自主的な基準として「大学通信教育基準」を定めている。
その後しばらくは、課程の編成や教員の数などのほか大学通信教育に固有の内容、特に印刷授業や面接授業等の授業方法について等の具体的な基準は大学側の自主的な基準である「大学通信教育基準」に依拠する状態が続いていた。
その後、放送大学学園法の制定により放送大学が設立される見込みとなったこと、学校教育法において従前の高等学校の規定の準用ではなく「大学には通信による教育を行う学部を置くことができる」旨の明文規定が追加されたことなどから、大学通信教育に関わる規定を整理し適切に対応していく趣旨により、1981年（昭和56年）10月に文部省令として「大学通信教育設置基準」が制定された。
大学通信教育を行うに足りる最低の基準を定めており、授業の方法、単位の計算方法、卒業の要件、専任教員数、施設、校地などについて定める。特に大学通信教育固有の内容である印刷授業や面接授業などについて定めがあり、本基準に定めのない事項は大学設置基準を準用すると定められている。

## 構成、内容
第1条　趣旨
大学（短期大学を除く）の通信教育に係わる、最低の基準を定める。この基準より下回ってはならず、水準の向上を図るよう努めなければならない。
第2条　通信教育を行い得る専攻分野
通信教育により十分な教育成果が得られるものに限り、大学通信教育を行うことができる。
第3条　授業の方法等
印刷教材等による授業（印刷授業）、放送授業、面接授業、メディアを利用して行う授業（メディア授業）により行う。外国での履修も可能とする。
第4条　
授業は定期試験等を含め年間を通じて適切に行う。
第5条　単位の計算方法
1単位あたり45時間の学修が必要な内容とし、各授業の方法ごとに具体的な授業の量を定める。
第6条　卒業の要件
大学に4年以上在籍、124単位以上の修得により卒業とする（大学設置基準第32条第1項の準用）。ただし30単位以上は面接授業またはメディア授業により修得することなど。
第7条　大学以外の教育施設等における学修
あらかじめ大学もしくは文部科学大臣が定めた基準に従い、当該大学以外での学修について単位を与えることができる。
第8条　（削除）

第9条　専任教員数
規模に応じて必要な専任教員の数を定める。
第10条　校舎等の施設
大学設置基準第36条第1項に定める一般に大学に必要とされる施設のほか、特に添削等の指導や印刷教材の保管および発送を行う施設を教育に支障のないように設置すること。
第11条　通信教育学部の校地
通信教育学部のみを置く大学は、運動場を設けないことができる。これは大学が認めれば、他大学の体育授業や地域の施設で行う運動教室等を単位として認めることができることから。
第12条　添削等のための組織等
添削等による指導及び教育相談を行うための適切な組織を設ける。
第13条　その他の基準
その他については大学設置基準の定めによる。ただし同基準第23条（各授業科目の授業期間）は準用しない。これは通信教育の特性上、一律に学習期間を定めることが適切でないことから。
附則